# Список загиблих діячів ОУН та УПА
У цей Мартиролог вносяться імена керівників та командирів рангом не нижче підрайонного провідника ОУН і сотенного УПА, а також тих вояків чи підстаршин, які були нагороджені або особливо відзначились у боротьбі за Україну.

## †Мартирологзагиблих діячівОУНтаУПА†
| Місяць    | Дата загибелі: Прізвище, ім'я, по-батькові-«псевдо» (Чин, займана посада) | Примітки (Від чиїх рук загинули) |  |
| --------- | --- | -------------------------------- |  |
| 1930      | |                                  |  |
| Січень:   | |                                  |  |
| Лютий:    | |                                  |  |
| Березень: | |                                  |  |
| Квітень:  | |                                  |  |
| Травень:  | |                                  |  |
| Червень:  | |                                  |  |
| Липень:   | |                                  |  |
| Серпень:  | |                                  |  |
| Вересень: | 30: Головінський Юліан-«Дубик», (командант VI (Равської) бригади УГА, співорганізатор УВО, 5-й та 11-й крайовий командант УВО, 2-й крайовий провідник ОУН) |                                  |  |
| Жовтень:  | |                                  |  |
| Листопад: | |                                  |  |
| Грудень:  | |                                  |  |
| 1931      | |                                  |  |
| Січень:   | |                                  |  |
| Лютий:    | |                                  |  |
| Березень: | |                                  |  |
| Квітень:  | 10: Охримович Степан-«Степан», член-засновник ОУН, 3-й крайовий провідник ОУН (10.1930 — †10.04.1931). |                                  |  |
| Травень:  | |                                  |  |
| Червень:  | |                                  |  |
| Липень:   | |                                  |  |
| Серпень:  | |                                  |  |
| Вересень: | |                                  |  |
| Жовтень:  | |                                  |  |
| Листопад: | |                                  |  |
| Грудень:  | |                                  |  |
| 1932      | |                                  |  |
| Січень:   | |                                  |  |
| Лютий:    | |                                  |  |
| Березень: | |                                  |  |
| Квітень:  | 29:Голояд Павло, (провідник ОУН Скалатщини, засуджений «наглим судом» до страти) 29:Пришляк Яків, (бойовик ОУН, засуджений «наглим судом» до страти разом із Павлом Голоядом) |                                  |  |
| Травень:  | |                                  |  |
| Червень:  | |                                  |  |
| Липень:   | |                                  |  |
| Серпень:  | |                                  |  |
| Вересень: | |                                  |  |
| Жовтень:  | |                                  |  |
| Листопад: | 30:Березинський Юрій-Мирослав-«Зюк», (бойовик ОУН, здійснив ліквідацію комісара польської поліції у Львові Е. Чеховського) 30:Старик Володимир, (бойовик ОУН, учасник Нападу на пошту в Городку) |                                  |  |
| Грудень:  | 23: Білас Василь-«Оса», (бойовик ОУН, здійснив разом із Д. Данилишиним ліквідацію керівника східного відділу МЗС Польщі Т. Голуфка) 23: Данилишин Дмитро, (бойовик ОУН, здійснив разом із В. Біласом ліквідацію керівника східного відділу МЗС Польщі Т. Голуфка) |                                  |  |
| 1936      | |                                  |  |
| Січень:   | до 15: Ґерета Володимир (заступник та бойовий референт повітового провідника ОУН, член КЕ ОУН) |                                  |  |
| Лютий:    | |                                  |  |
| Березень: | |                                  |  |
| Квітень:  | |                                  |  |
| Травень:  | |                                  |  |
| Червень:  | |                                  |  |
| Липень:   | |                                  |  |
| Серпень:  | |                                  |  |
| Вересень: | |                                  |  |
| Жовтень:  | |                                  |  |
| Листопад: | |                                  |  |
| Грудень:  | |                                  |  |
| 1938      | |                                  |  |
| Січень:   | |                                  |  |
| Лютий:    | |                                  |  |
| Березень: | |                                  |  |
| Квітень:  | |                                  |  |
| Травень:  | 23: Коновалець Євген Михайлович (Полковник, Голова ОУН, вбитий агентом ОДПУ) |                                  |  |
| Червень:  | |                                  |  |
| Липень:   | |                                  |  |
| Серпень:  | 25: Кук Ілярій (активний діяч ОУН, брат командувача УПА Василя Кука. Страчений польською владою) |                                  |  |
| Вересень: | |                                  |  |
| Жовтень:  | |                                  |  |
| Листопад: | |                                  |  |
| Грудень:  | |                                  |  |
| 1939      | |                                  |  |
| Січень:   | |                                  |  |
| Лютий:    | |                                  |  |
| Березень: | 15-19:Степан Гинилевич-«Дубик» (районний командант ОНОКС у Воловому) 18: Фігура Степан, (сотник, Волівський окружний командант Карпатської Січі) після 18:Блистів Олександр-«Гайдамака», (керівник ОУН в Хусті, поручник Карпатської Січі) 19: Колодзінський Михайло-«Гузар», (полковник, начальник Генерального штабу Карпатської Січі, Верховний Командант Збройних Сил Карпатської України) 19:Зенон Коссак-«Тарнавський», (бойовий референт Крайової Екзекутиви ОУН на ЗУЗ, заст. начальника Генштабу Карпатської Січі) 20:Тацинець Федір-«Крот», (член ген. штабу ОНОКС, Хустський окружний комендант) |                                  |  |
| Квітень:  | |                                  |  |
| Травень:  | |                                  |  |
| Червень:  | Тураш Мирослав Володимирович-«Грабовський»: 9-й крайовий провідник ОУН (7.02.1939 — ?† 06.1939). |                                  |  |
| Липень:   | |                                  |  |
| Серпень:  | |                                  |  |
| Вересень: | Мигаль Роман (Заступник референта пропаґанди ОУН, командир відділу бойової розвідки) |                                  |  |
| Жовтень:  | |                                  |  |
| Листопад: | |                                  |  |
| Грудень:  | |                                  |  |
| 1940      | |                                  |  |
| Січень:   | Пшеничний Степан, (референт пропаганди Крайової Екзекутиви ОУН ЗУЗ) |                                  |  |
| Лютий:    | Тимчій Володимир-«Лопатинський», (10-й крайовий провідник ОУН (08.1939 — †02.1940)) Левицька Зеновія-«Зена», (крайовий референт жіночого сектора і зв'язку ОУН) |                                  |  |
| Березень: | 3: Гошко Володимир-«Вовк», (повітовий провідник ОУН Брідщини) |                                  |  |
| Квітень:  | |                                  |  |
| Травень:  | |                                  |  |
| Червень:  | |                                  |  |
| Липень:   | |                                  |  |
| Серпень:  | |                                  |  |
| Вересень: | 1: Лев Зацний, (організаційний референт Крайової Екзекутиви ОУН на Західно-Українських землях) |                                  |  |
| Жовтень:  | |                                  |  |
| Листопад: | |                                  |  |
| Грудень:  | |                                  |  |
| 1941      | |                                  |  |
| Січень:   | 1: Гуляк Володимир-«Варнак», (окружний провідник ОУН Чортківщини) |                                  |  |
| Лютий:    | 10: Гринів Володимир-«Кремінський», (крайовий провідник ОУН у Кракові, член Революційного Проводу ОУН) 10: Грицак Осип-«Бездомний», (крайовий провідник ОУН протягом березня-квітня 1940) 10: Ґаба Павло-«Граб», (провідник ОУН у місті Львові (1939—1940)) 10: Теодор Федечко, (окружний провідник Бережанської округи ОУН (1937– лютий 1939), член КЕ ОУН) |                                  |  |
| Березень: | |                                  |  |
| Квітень:  | 14: Вовк Микола-«Андрій», (референт пропаганди Крайової Екзекутиви ОУН ЗУЗ) 14: Максимів Іван-«Вечірній», (організаційний референт Крайової Екзекутиви ОУН ЗУЗ) |                                  |  |
| Травень:  | |                                  |  |
| Червень:  | Березовський Кость-«Арпад», (референт пропаганди КЕ ОУН. Учасник Процесу 59-ти) Тичинський Богдан-«Джот», (Коломийський окружний провідник ОУН протягом 1939—1940) Ніклевич Степан-«Вірко», (організаційний референт Крайової Екзекутиви ОУН ЗУЗ) Матвійчук Микола-«Лук», (референт розвідки Крайової Екзекутиви ОУН ЗУЗ) 23: Гураль Лук'ян-«Герцет», (районний провідник ОУН Торчинського району) між 24 і 28: Пашкевич Олександр-«Ґіз», (референт розвідки КЕ ОУН ЗУЗ протягом 1933—1934) |                                  |  |
| Липень:   | |                                  |  |
| Серпень:  | 2: Васкул Петро, (четар УСС, сотник УГА, член Проводу ОУН. Комендант Городенківської старшинської школи) 25: Робітницький Володимир, (Крайовий провідник ПЗУЗ (кінець 1940 — літо 1941)) 30: Сціборський Микола, (діяч УНР, УВО, ОУН, підполковник, теоретик українського націоналізму) 30:Омелян Сеник-«Грибівський» (9-й крайовий Командант УВО, член Вищого Проводу ОУН (1930), головуючий на II Великому Зборі ОУН у Римі) |                                  |  |
| Вересень: | |                                  |  |
| Жовтень:  | ?: Лемик Микола (виконавець атентату на радянського дипломата Майлова у Львові; крайовий провідник ОУН на СУЗ) |                                  |  |
| Листопад: | Кінець місяця: Хома Василь-«Архип Щербак» (окружний провідник ОУН Житомирщини) |                                  |  |
| Грудень:  | |                                  |  |
| 1942      | |                                  |  |
| Січень:   | |                                  |  |
| Лютий:    | Початок лютого: Марчак Роман (Окружний провідник ОУН Житомирщини) ?: Чемеринський Орест-«Оршан», (член ПУН (м), учасник Похідних Груп ОУН(м), співредактор «Українського Слова» у Києві) ?: Біда Роман-Осип-«Гордон», (бойовий референт крайової Команди УВО, командир відділу української поліції в Києві (1941)) ?: Ірлявський Іван, (поет, журналіст, секретар Спілки письменників України у місті Києві 9: Винників Наталя-«Ада», (діячка ОУН, учасниця Процесу 59-ти, учасниця похідної групи ОУН в Києві) 18:Рогач Іван, (член Гол. Команди «Карпатської Січі», секретар Президента А. Волошина, член проводу ОУН) 21:Олена Теліга, (відома письменниця; учасниця Київської похідної групи ОУН(м)) 21:Багазій Володимир Пантелеймонович, (член ОУН, голова Київської міської управи (бургомістр)) 22: Теліга Михайло, (член ОУН, відомий бандурист, чоловік Олени Теліга) |                                  |  |
| Березень: | |                                  |  |
| Квітень:  | |                                  |  |
| Травень:  | 26: Галаса Михайло-«Птах», (окружний провідник ОУН Тернопільщини) |                                  |  |
| Червень:  | |                                  |  |
| Липень:   | 22:Бандера Василь, (член ОУН, брат Степана Бандери) 25: Дмитро Мирон-Орлик-«Максим Орлик» (1-й Голова Проводу ОУНР на українських землях; провідник ОУН на ОСУЗ) кінець липня: Бандера Олександр, (діяч ОУН з 1933, брат Степана Бандери) |                                  |  |
| Серпень:  | ?: Хомів Ярослав-«Лімницький», (член Крайового Проводу ОУН Північно-Східних Земель) 28: Яців Дмитро Васильович (діяч ОУН, секретар народного господарства Українського державного правління) |                                  |  |
| Вересень: | 1(25): Равлик Іван Романович-«Марчак» (заступник референта СБ ОУН; організатор Української народної міліції) Яворів Григорій-«Яворенко», (заступник коменданта Торунської залоги Карпатської Січі, обласний провідник ОУН Вінниччини та Полтавщини) |                                  |  |
| Жовтень:  | Рафальський Віталій-"Дід" (референт СБ Волинського обласного проводу ОУН у 1940-1942) |                                  |  |
| Листопад: | 27: Мельничук Василь-«Чумак», (обласний провідник ОУН Станіславщини у 1941—1942) 27: Сельський Роман-«Мундзьо», (окружний провідник ОУН Коломийщини) |                                  |  |
| Грудень:  | 4: Климів Іван-«Легенда», Золотий Хрест Заслуги (посмертно), (крайовий провідник ОУН на ПЗУЗ, міністр політичної координації в УДП) |                                  |  |
| 1943      | |                                  |  |
| Січень:   | |                                  |  |
| Лютий:    | 20: Сапун Семен Семенович, (керівник Сумської міської мережі ОУН(б) під час німецької окупації) 20: Шукатка Андрій, (керівник Сумського обласного проводу ОУН(б) під час німецької окупації) 22:Григорій Перегіняк-«Коробка», (організатор збройних відділів УПА на Волині) |                                  |  |
| Березень: | 9:Бусел Олександр, (окружний провідник ОУН Рівненщини (1933—1935)) 10:Сергій Качинський «Остап», Золотий Хрест Бойової Заслуги 1 кл., (організатор перших відділів УПА) |                                  |  |
| Квітень:  | 23: Володимир Федак-«Граб», (крайовий провідник ОУН Великонімеччини у 1943) |                                  |  |
| Травень:  | ?:Сак Пантелеймон-«Могила», (провідник ОУН Київщини і суміжних областей (25.07.1942- †05.1943)) 13: Івахів Василь-«Сом» Золотий Хрест Бойової Заслуги 1-го кл., (перший командир УПА на Волині) 13: Ковальський Юліан-«Гарпун», (сотник УПА (посмертно), перший начальник штабу УПА на Волині) 13: Снятецький Семен-«Сійко», (один з організаторів формувань УПА на Волині, ад‘ютант штабу УПА) |                                  |  |
| Червень:  | |                                  |  |
| Липень:   | |                                  |  |
| Серпень:  | 27: Булавський Василь-«Максим», (обласний провідник ОУН Донеччини, політичний референт ВО «Богун») |                                  |  |
| Вересень: | 6: Іван Мітринга-«Орелюк», (український політичний діяч, публіцист, теоретик націоналістичного руху) |                                  |  |
| Жовтень:  | 15: Анатоль Довгопільський-«Демо-Довгопільський» (керівник «Летючої естради» (Карпатської Січі), співробітник референтури пропаганди ПУН в Кракові) |                                  |  |
| Листопад: | 29: Шкітак Антін-«Омелян» (командир куреня УНС «Кривоніс II») |                                  |  |
| Грудень:  | 13: Білобрам Осип-«Беркут», (член крайового проводу Юнацтва ОУН Західних Українських Земель) 24: Білик Іван «Кость» (заступник референта СБ ОУН крайового проводу Південних Українських Земель) |                                  |  |
| 1944      | |                                  |  |
| Січень:   | 14:Сушко Роман Кирилович-«Сич», (поручник УСС, полковник Січових Стрільців, 6-й та 10-й крайовий комендант УВО, командир «Легіону Сушка» (09.1939)) |                                  |  |
| Лютий:    | 13: Хомин Василь-«Борис», ( Референт пропаганди Тернопільського обласного проводу ОУН) 25: Затовканюк Сильвестр-«Пташка», (командир ВО «Заграва») |                                  |  |
| Березень: | 7: Антонюк Порфир-«Сосенко», (сотник, організатор баз УПА «Січ», командир Загону ім. Богуна у ВО «Турів» 9: Клим Іван-«Митар», (повітовий провідник ОУН Долинщини, член Крайового Проводу ОУН ОСУЗ) 11: Скуба Микита-«Лайдака», (курінний загону ім. Колодзінського у ВО «Заграва» (весна 1943 — 08.1943)) 20:Шум Олекса-«Вовчак»- шеф штабу ВО «Турів». 28: Онишкевич Тарас-«Галайда», (обласний комендант боївок СБ Львівщини) |                                  |  |
| Квітень:  | Закоштуй Ананій, (Провідник ОУН Волинської області) 23: Макар Василь-«Безрідний», Золотий Хрест Заслуги (крайовий референт СБ ОУН ПЗУЗ) 24: Лис Іван «Сторчан», (командир «куреня Сторчана» в УПА-Південь) 28: Карпинець Ярослав-«Циган», (діяч УВО, ОУН, засуджений на Варшавському процесі 1936) |                                  |  |
| Травень:  | 7: Климишин Іван-«Крук», , (організатор перших збройних відділів УПА, курінний) 16: Габрусевич Іван-«Гребелька», (4-й крайовий провідник ОУН (06.1931—03.1932)) 25: Шиманський Лонгин-«Остюк», (обласний військовий референт юнацтва ОУН Тернопільщини) 26: Михайло Палідович-«Карпатський», (ідеолог ОУН, головний редактор часопису «Ідея і Чин», секретар III-го Надзвичайного Великого Збору ОУН) |                                  |  |
| Червень:  | 10: Ольжич Олег, (заступник Голови ПУН та Голова ПУН на українських землях (з 05.1942), Голова ПУН ОУН) 10:Грабець Омелян-«Батько», (полковник УПА, командир групи УПА-Південь (літо 1943 — † 10.06.1944)) 13: Процюк Василь-«Кропива», (начальник штабу групи УПА-Південь (1943 — †13.06.1944)) 16: Шкамбара Осип Михайло Петрович-«Скала» (Обласний провідник ОУН Львівщини (1942—†16.06.1944)) |                                  |  |
| Липень:   | 19: Гуляк Юліан-«Токар», (керівник організаційної референтури Крайового Проводу ОУН ЗУЗ (1941—1944)) 19:Скасків Ярослав-«Моряк», Срібний Хрест Заслуги, (обласний провідник ОУН Львівщини) 24: Скасків Михайло-«Гарт», (надрайоновий провідник ОУН у Підгаєцькому повіті) 29: Корінець Дмитро-«Штаєр», (заступник з військових справ ОГ «Лісова пісня», шеф штабу ВО «Заграва») |                                  |  |
| Серпень:  | 5: Ступницький Леонід-«Гончаренко», (підполковник УНР, шеф штабу ВО-2 «Заграва», начштабу УПА-Північ, генерал-хорунжий УПА) 8: Левицький Микола-«Макаренко», (шеф штабу ВО «Заграва», інспектор штабу УПА-Північ) 20: Липа Юрій Іванович, (громадський діяч, письменник, поет, публіцист, ідеолог українського націоналізму, інструктор першої Старшинської школи УПА) 22: Волошин Ростислав-«Павленко», , (полковник, командант запілля УПА, заст. Головнокомандувача УПА, Генеральний Секретар Внутрішніх Справ УГВР.) |                                  |  |
| Вересень: | 12:Климук-Крига-«Назар», (командир Полтавського загону в ВО «Турів», командир бригади «Помста Крут» із Західної ВО «Завихост») |                                  |  |
| Жовтень:  | Мирович Роман, (Керівник студентської ланки ОУН у 1937—1938, кур'єр ОУН і УГВР) 15: Польовий Федір-«Поль», Золотий Хрест Бойової Заслуги 2-го кл., (командир старшинських шкіл УПА) 15: Хомин Роман, (капелан Старшинської школи «Олені») 25: Новицький Степан-«Вій», (військовий референт КЕ ОУН ЗУЗ, військовий інспектор штабу УПА-Захід) Пелех Василь-«Голуб» (командир сотні «Тигри» ТВ-12 «Климів» ВО-2 «Буг») |                                  |  |
| Листопад: | 1: Галів Тимофій-«Скалюк», (референт СБ ОУН Станіславської області) 1: Голояд Мирон-«Влодко», (заступник референта Служби Безпеки Проводу ОУН) 1: Турковський Василь-«Павло», (заступник референта Служби Безпеки Проводу ОУН) 1: Ґонта Іван-«Гамалія», (командир куреня «Довбуш» ТВ-22 «Чорний ліс», сотник УПА) 7: Пелип Дмитро-«Євшан», Золотий Хрест Бойової Заслуги 1-го класу, командир куреня «Галайда». 24: Линда Остап-«Ярема», (1-й командир військової округи УПА ВО-2 «Буг», командир куреня «Летуни». |                                  |  |
| Грудень:  | 8: Микола Свистун-«Ясен» Хрест Бойової Заслуги (майор УПА, начальник штабу УПА-Південь) 13: Дінець Богдан Ілліч–«Самур» (повітовий референт СБ Сокальської округи ОУН) 13: Дмитраш Іван–«Кривоніс» Хрест Бойової Заслуги (санітарний референт Сокальської округи СБ ОУН) 13: Голояд Володимир Григорович–«Чиж» (співробітник головної референтури СБ при Проводі ОУН) 13: Бабський Лесь Іванович–«Сергій» (поручник УПА, надрайонник провідник ОУН(р) Радехівщини) 17: Карпенко Дмитро-«Яструб» Хрест Бойової Заслуги (хорунжий УПА, сотенний в сотні «Сіроманці»). 21: Пилипчук Павло-«Карпо» (сотенний відділу 100 «Вовки-2» ВО-6 «Сян», ВО-2 «Буг») 22: Цмоць Костянтин-«Модест» (окружний Провідник ОУН Стрийщини у 1939—1941) 22: Позичанюк Йосип-«Шаблюк» (Держсекретар інформації і пропаганди в УДП, голова Бюро інформації УГВР) 22: Вільшинський Богдан-«Орел», (командир УНС Дрогобицької області, командир ВО-5 «Маківка») 24: Мирослав Кіндзірський-«Боєвір», Організаційний референт Буковинського обласного проводу ОУН 27: Громадюк Олексій-«Голубенко», (ком. загону ім. Богуна, нач. штабу ВО «Турів» і Західної ВО «Завихост») 31: Юхнович Іван-«Кок» (командир сотні «Лісовики» ТВ-17 «Бережани» ВО-3 «Лисоня») |                                  |  |
| 1945      | |                                  |  |
| Січень:   | 4: Трохимчук Степан-«Недоля», (сотенний УПА, командир куреня (02.1944-04.1944)) 7: Триняк Петро-«Чайка», (командир сотні в ТВ-22 «Чорний ліс») 13: Пахолків Святослав-«Дуденко», (командир сотні УПА «Бистрі» ТВ-22 «Чорний ліс») 17: Тарасенко-«Степовий» (командир Куреню «Перемога» ВО-4 «Говерла») 24: Капало Іван-«Бродяга» (командир сотні «Пролом» ТВ-12 «Климів» ВО-2 «Буг») |                                  |  |
| Лютий:    | 12: Дмитро Клячківський-«Клим Савур», , (Крайовий Провідник ОУН ПЗУЗ; організатор і перший командир УПА на Волині. Командир УПА-Північ) 12: Сенюк Василь—«Летун» , (командир сотні «Перебийніс» та командир ТВ-12 «Климів») 12: Калинюк Дмитро-«Ярок», (командир 1-ї бриґади «Пам'ять Базару» Західна ВО «Завихост») 14: Йосип Приймак-«Нечай» (сотенний сотні 65 «Чорногора» ТВ-21 «Гуцульщина» ВО-4 «Говерла») 28: Кобільник Володимир, (обласний провідник ОУН Дрогобиччини) Кузик Василь Михайлович - "Вихор" (референт СБ ОУН Копичинського району Тернопільської області) |                                  |  |
| Березень: | 10:Фридер Михайло-«Нечай», (командир сотень «Сурма» в ВО-4 «Говерла» та «Ударники-3» у ВО-6 «Сян») 20:Химинець Олекса-«Благий» (командир сотні «Месники» в ТВ-22 «Чорний ліс» та куреня «Смертоносці») 23: Дубик Роман-«Боєвір» (командир сотні у Буковинському курені) 27: Гошовський Микола-«Спартак» (керівник зв’язку при Проводі ОУН) |                                  |  |
| Квітень:  | 2: Свистель Данило-«Веселий» (сотенний Відд. 94 «Ударники-1» ВО-6 «Сян»,) 3: Сидорук Олекса-«Яструб» (сотенний відділу 99 «Вовки-1» ВО-6 «Сян», ВО-2 «Буг») 4: Кобець Іван-«Мазепа», Золотий Хрест бойової заслуги 1-го кл. (сотенний у ВО-3 «Турів») 6: Никифорук Микола-«Німфа», (обласний провідник ОУН Холмщин, інтендант холмської сотні УПА "Вовки") 7: Королюс Федір-«Колчак» (в.о. командира ТВ-23 «Магура») 9: Павликевич Ірина-«Смерека» (надрайонна провідниця жіночої мережі ОУН Надвірнянського району) 13: Головачук Степан-«Левко» (сотенний Відд. «Риболовці» ТВ-17 «Бережани» ВО-3 «Лисоня») 24: Трейко Іван Демидович (командир розвідки ВО-4 «Тютюнник» (1943—1945), генерал-хорунжий УПА) |                                  |  |
| Травень:  | 4: Мельник Макар-«Кора» (сотник УПА, командир загону ім. «Коновальця» ВО-1 «Заграва») 5: Савицький Юліан (член ОУН, диктор Львівської радіостанції «ім. Євгена Коновальця», озвучив по радіо Акт відновлення Української Держави) 6: Шклянка Григорій-«Куліш» (сотник УПА, командир сотні «Галайда II» ТВ-12 «Климів», ВО-2 «Буг») 7: Федик Богдан-«Крук», (командир 18-го (Чортківського) ТВ «Стрипа» ВО-3 «Лисоня») 8: Недзвецький Микола-«Хрін» (командир сотні, один із організаторів військових відділів ОУН(м) на Кременеччині) 14: Калиній Остап - (вояк легіону Нахтігаль, районний референт СБ ОУН) 17: Оленюк Михайло-«Олег», (хорунжий УПА, сотенний сотні «Залізні» ТВ-22 «Чорний ліс») |                                  |  |
| Червень:  | 4: Медвідь Михайло-«Кремінь», (шеф штабу УПА-Північ протягом січня—червня 1944) 16: Роман Мончаківський-«Ромко» (командир Куреню «Загроза» ВО-4 «Говерла») 19: Брилевський Василь-«Боровий» (начальник вишкільного відділу КВШ УПА-Захід) 22: Римик Богдан-«Ханенко», (командир сотні «Хорти» в ТВ-23 «Магура») 29: Войтанівський Василь (тереновий провідник ОУН в Королівстві Югославія, учасник II Великого Збору ОУН у Римі (26.08.1939)) Кульчицький Іван-«Сич» (сотенний Відд. «Чорноморці» ТВ-18 «Стрипа») |                                  |  |
| Липень:   | 8: Козяр Анатолій-«Володимир» (обласний провідник ОУН Волині, член штабу ВО «Турів») |                                  |  |
| Серпень:  | 1: Кедюлич Іван-«Довбня» (поручик Карпатської Січі, командир ТВ-19 «Камінець» та ТВ-25 «Закарпаття») 2: Іван Павлюк-«Скиба» (сотенний сотні 68 «імені Симона Петлюри» ТВ-21 «Гуцульщина» ВО-4 «Говерла») 15: Степан Чуйко-«Орлик» (сотенний сотні 60 «Дністер» ТВ-21 «Гуцульщина» ВО-4 «Говерла») Рошко Юрій-«Шумський» (командир сотні «Кочовики», сотні «Перебийніс» ТВ-12 «Климів» ВО-2 «Буг») | ?                                |  |
| Вересень: | 15:Бусел Яків-«Галина» , (заступник провідника ОУН і заступник командира УПА-Північ (1-ша пол. 1944), начальник політвідділу ГВШ УПА (1944—1945)) 17: Мар'ян Лукасевич-«Ягода» (командир куреня УПА «Вовки», командир 28-го Холмського тактичного відтинку «Данилів») 19: Негрич Дмитро-«Мороз», (командир «Березівської» сотні УПА) 22: Маговський Олександр-«Град» (командир ТВ-13 «Розточчя») 27: Гах Дмитро-«Скуба», (командир куреня «Гайдамаки» (ВО-4 «Говерла»)) |                                  |  |
| Жовтень:  | 5:Стельмащук Юрій-«Рудий», (командир загону «Озеро», ВО «Турів», Західної ВО «Завихост» (одночасно заступник крайового провідника ОУН на Волині) 9: (Михайло Березюк або Атанас Дідик)-«Дон» (сотенний Відд. «Холодноярці-3» ТВ-13 «Розточчя») | ?                                |  |
| Листопад: | 4: Гибляк Григорій-«Гонта» (сотенний Відд. «Холодноярці-3» ТВ-13 «Розточчя») 17: Гринь Михайло-«Грізний» (командир сотень «Холодноярці II», «Холодноярці III» ТВ-13 «Розточчя» ВО-2 «Буг») Клочник Павло-«Сірко», майор УПА, лікар куреня «Месники» | ?                                |  |
| Грудень:  | Цуга Андрій-«Дуб» (окружний провідник ОУН Закарпаття 1940—1942) 8: Габовда Михайло-«Лозан» (референт зв'язку крайового проводу ОУН Закарпаття 1944—1945) 12: Коренюк Василь-«Модест» (співробітник референтури СБ проводу на ПЗУЗ, член проводу на ПЗУЗ) 16: Котик Семен-«Докс» (командир куреня в УПА-Південь, командир УПА-Південь у грудні 1945) 19: Маївський Дмитро-«Косар» (член бюро Проводу ОУН, головний редактор органу ОУН «Ідея і чин», генерал-політвиховник УПА) 19: Василь Ваврук-«Ватюга» (начальник VI політвиховного відділу штабу ВО-2 «Буг») 19: Грицина Михайло-«Чайчук» Бронзовий Хрест Бойової Заслуги, (командир ТВ-11 «Пліснисько») 19: Слюзар Дмитро-«Арпад» Золотий Хрест Заслуги УПА (обласний провідник Львівської області ОУН) 19: Рудий Володимир-«Аркас» Бронзовий Хрест Бойової Заслуги, (шеф штабу ВО-2 «Буг») 19: Березюк Микола-«Морозенко», (командир сотні «Хорти» у ТВ-23 «Магура» 22: Дмитро Грицай-«Перебийніс», (генерал-хорунжий УПА, начальник Головного військового штабу УПА) 23: Заборовець Федір, (провідник Луцького та Холмського окружних проводів ОУН) |                                  |  |
| 1946      | |                                  |  |
| Січень:   | Бандусяк Дмитро-«Лопата» (окружний провідник ОУН Закарпаття у 1944—1946) 7: Гальо Михайло-«Коник» (командир Перемиського куреня УПА (ТВ-26 «Лемко»)) 7: Дмитро Карванський-«Орський», (сотенний сотні «Громенка» «Ударники-2») 7: Гречанюк Федір-«Буря», (сотенний сотні «Заведії» ТВ-22 «Чорний ліс») 9: Гусак Василь-«Вивірка», (сотенний сотні «Верховинці» ТВ-22 «Чорний ліс») 21: Юсип Ярослав-«Журавель», (командир сотні «Журавлі», заступник командира ТВ-23 «Магура») 22: Саляк Юліян-«Тиміш» (командир ТВ-13 «Розточчя») 23: Дуб Яків-«Клименко», Бронзовий Хрест Бойової Заслуги (заступник командира ТВ-23 «Магура») 22: Зубчик Володимир-«Зруб» (сотенний Відд. «Холодноярці-3» ТВ-13 «Розточчя», †22.01.1946) 26: Котельницький Григорій-«Шугай» (командир ТВ-11 «Пліснисько» ВО-2 «Буг») 29: Гудзоватий Петро-«Очеретенко», (шеф штабу ВО «Тютюнник» та Східна ВО) 29: Яворський Микола-«Козак», (командир ТВ-21 «Гуцульщина» ВО-4 «Говерла») |                                  |  |
| Лютий:    | 7: Котула Іван-«Іванко», (командир сотні УПА «Дружинники 2», командир ТВ-11 «Пліснисько») 8: Чайківський Роман-«Чавун» (сотник УПА, командир підстаршинської школи ВО-2 «Буг») 16: Василяшко Василь-«Перемога», , (командир сотні «Галайда-1»; куреня «Галайда»; ТВ-12 «Климів») 17: Олійник Петро-«Еней», (командир ВО «Богун», в.о. командира УПА-Північ) 19: Коваль Степан-«Косач» (командир сотні «Сіроманці» в ТВ-16 «Серет») 24:Андрусяк Василь-«Різун» , (командир Станіславського ТВ-22 «Чорний ліс») 26: Михайло Курас-«Крапка» (сотенний відділу 99 «Вовки-1» ВО-6 «Сян») 28: Євген Сівак-«Гайда» (сотенний відділу «Вовки-3» ВО-6 «Сян») 28: Тюшка Микола-«Морозенко» (сотенний відділу 82 «Вітрогони» ВО-4 «Говерла») Володимир Сівак-«Зірка» (сотенний відділу «Вовки-3» ВО-6 «Сян») |                                  |  |
| Березень: | 1: Вацик Павло-«Прут» (курінний куреня «Підкарпатський» ТВ-22 «Чорний ліс») 8: Ковальчук Федір-«Богун», (командир сотні «Залізні» ТВ-22 «Чорний ліс») 14: Казван Дмитро-«Черник», (начальник штабу ВО «Богун») 14: Ільків Василь (ад'ютант крайового провідника ОУН Романа Кравчука) 18: Микола Колосовський-«Павленко» (або Козловський, командир сотні «Русичі» ВО-2 «Буг», сотенний Відділу «Витязі» ТВ-11 «Пліснисько» ВО-2 «Буг» 18: Мигаль Степан-«Гонта» (керівник Лешнівського кущового проводу ОУН) 19: Бобанич Михайло-«Трясило» (курінний Куреню «Бойки» ТВ-24 «Маківка» ВО-4 «Говерла») 21: Гавриляк Кирило-«Манів» (курінний куреню «Карпатський» ТВ-21 «Гуцульщина») 21: Вересюк Василь-«Ігор» (сотенний Відд. «Галайда-1» ТВ-12 «Климів») 27: Горчик Ярослав-«Гамалія» (сотник Відд. «Рубачі» ТВ-16 «Серет» ВО-3 «Лисоня») 28: Кос Василь-«Беркут» (референт пропаганди Долинського надрайонного проводу ОУН) Головко Петро Дмитрович - "Аскольд". Керівник пропаганди Івано-Франківського обласного проводу ОУН Веремко Федір Володимирович - "Устим" (надрайонний провідник у Дубровицькому районі на Рівненщині) Приходько Адам-«Ситий» (підрайонний референт СБ ОУН Млинівського району Рівненської області) Турчин Сергій Харитонович - "Грибок" (керівник СБ крайового проводу ОУН у Здолбунівському районі Рівненської області) |                                  |  |
| Квітень:  | Зінчук Тихон-«Кубік», «Ромб» — (командир бригади «4-та бригада „Соборна Україна“», «ім. Вовчака» Західна ВО «Завихост») 4: Федір Децько-«Циган» (сотенний сотні 65 «Чорногора» ТВ-21 «Гуцульщина» ВО-4 «Говерла») 13: Марійчин Андрій-«Тютюнник» (сотенний сотні 82 «Вітрогони» ТВ-23 «Магура» ВО-4 «Говерла») 20: Вересюк Іван-«Іванчук» (начальник V (вишкільного) відділу ВШ ВО-2 «Буг») 24: Білинський Ярослав (курінний в ВО-2 «Богун») |                                  |  |
| Травень:  | 11: Семак Матвій-«Гонта», (поручник УПА, командир сотні «Рисі») 11: Стадник Андрій-«Бистрий», (командир сотні «Рисі» ТВ-23 «Магура») 13: Василь Колтонюк-«Кропива» (сотенний відділу 99 «Вовки-1» ВО-6 «Сян») 26: Юрцуняк Осип-«Вовк», (командир сотні «Лебеді» ТВ-22 «Чорний ліс») | ?                                |  |
| Червень:  | 3: Тарнавський Михайло-«Гроза», (командир сотні «Звірі» ТВ-22 «Чорний ліс») 7: Ківтонюк Григорій-«Бук», (командир чоти сотні «Ударники-3» в ТВ-26 «Лемко») 11: Булас Теодор-«Балай», «Бень» (командир сотні «Месники-3» куреня «Месники» ТВ-27 «Бастіон») 22: Свідрук Микола-«Завзятий», (командир сотні «Зелені» ТВ-22 «Чорний ліс») 30: Петраш Михайло-«Явір», (командир сотні «Стріла» ТВ-22 «Чорний ліс») |                                  |  |
| Липень:   | 8: Свистун Іван-«Черник» (командир сотні «Пролом» ТВ-12 «Климів» ВО-2 «Буг») 12: Шепета Василь-«Чорний» (сотенний Відд. «Бурлаки», командир ТВ-16 «Серет») 23: Фіцак Андрій-«Риба» (старший булавний ТВ-15 «Яструб») |                                  |  |
| Серпень:  | 4: Лобай Євген-«Штиль» (сотенний сотні «Кочовики» ВО-6 «Сян», ТВ-12 «Климів» ВО-2 «Буг») 12: Липницький Іван-«Летун» (командир сотні «Холодноярці III» ТВ-13 «Розточчя» ВО-2 «Буг») 26: Сенів Юрко-«Костенко» (командир сотні у ТВ-19 «Камінець») | ?                                |  |
| Вересень: | 23: Коваль Степан-«Косач» (сотник Відд. «Сіроманці» ТВ-16 «Серет» ВО-3 «Лисоня») 26: Цвігун Іван (командир боївки Буданівського районного проводу ОУН) |                                  |  |
| Жовтень:  | 3: Депутат Володимир-«Довбуш2» (командир сотні 88 «Опришки» ТВ-23 «Магура» ВО-4 «Говерла») 6: Кобринович Володимир-«Сівач», (командир сотні куреня «Кори» ВО-1 «Заграва», командир сотні в Західна ВО «Завихост») 8: Андрейчук Іван-«Вихор», (командир сотні «Залізні» ТВ-22 «Чорний ліс») 8: Дячишин Ігор-«Іскра», (командир куреня «Сивуля» ТВ-22 «Чорний ліс») 16: Дзюрак Дмитро-«Пиріг», (сотенний сотні 71 «Чорні чорти» ТВ-22 «Чорний ліс» ВО-4 «Говерла») 31: Дмитро Горняткевич-«Книш» (командир Куреню «Гуцульський» ВО-4 «Говерла») |                                  |  |
| Листопад: | 1: Мельник Ярослав-«Роберт», (провідник ОУН Карпатського краю) 13: Олександр Луцький «Андрієнко» (командир УНС, УПА-Захід, УПА-Захід-Карпати) |                                  |  |
| Грудень:  | 4: Діжак Роман-«Даниленко» (командир Пвд. особ. признач. «Холодноярці-4» ТВ-13 «Розточчя») |                                  |  |
| 1947      | |                                  |  |
| Січень:   | 18: Іван Скульський-«Чабан» (сотенний сотні 64 «Черемош» ТВ-21 «Гуцульщина» ВО-4 «Говерла») 21: Хамчук Петро-«Бистрий», , (командир сотні «Сірі Вовки», командир ТВ-18 «Стрипа»). 21: Катамай Микола-«Причепа» (сотенний сотні 72 «Стріла» ТВ-22 «Чорний ліс» ВО-4 «Говерла») 23: Микола Арсенич-«Арсен», (2-й голова і творець військової контррозвідки ОУН — СБ ОУН, генерал безпеки УПА.) Гунька Ганна-«Анька» (Дружина Миколи Арсенича, загинула в одній криївці з чоловіком.) |                                  |  |
| Лютий:    | 16: Керницький Іван-«Крилатий», (районовий провідник Бібреччини, один із організаторів куреня «Леви») 21: Семкович Володимир-«Влодко», (командир сотні «Рисі» ТВ-23 «Магура») Щирба Василь-«Підкова» (сотенний сотні «Месники-1» ВО-6 «Сян») Миколюк Іван Павлович – «Гірняк», «Володя» (підрайонний провідник ОУН у Козинському районі на Рівненщині) |                                  |  |
| Березень: | Костянтин Приймак-«Підгірський» (сотенний сотні 61 «Імені Гонти», 63 «Березівська» ТВ-21 «Гуцульщина») 3: Гуль Володимир-«Глухий» (курінний 1-го куреню «Холодноярці» ТВ-13 «Розточчя») 4: Ковальчук Степан Іванович - "Медвідь", (референт СБ ОУН Локачинського району Волинської області) 4: Федорків Володимир-«Оверко», (командир сотень «Витязі» і «Русичі» в ТВ-11 «Пліснисько») 22: Микитишин Федір-«Вихор 1», (командир сотні «Бистрі» ТВ-22 «Чорний ліс») |                                  |  |
| Квітень:  | 1: Рак Петро-«Овоч», (командир сотні «Холодноярці» ВО-3 «Лисоня») 29: Вітовський Дмитро-«Зміюка», (начальник Військово-польової жандармерії УПА ВО-4 «Говерла», командир ТВ-24 «Маківка») 29: В… Василь-«Мрія» (командир сотні «Холодноярці І» ТВ-13 «Розточчя» ВО-2 «Буг») Романюк Федір - "Сагайдачний" (районний провідник ОУН Локачинського району) |                                  |  |
| Травень:  | 28: Гамела Ярослав-«Бриль» (сотенний, курінний 2-го куреню «Переяслави» ТВ-13 «Розточчя») |                                  |  |
| Червень:  | 5: Янківський Григорій-«Ластівка»(командир сотні «Ударники-7») 13: Ярослав Коцьолок-«Крилач» (командир сотень «Ударники-6», «Ударники-8» (ТВ-26 «Лемко» ВО-6 «Сян») 17: Якубовський Володимир-«Бондаренко», (курінний УПА, шеф штабу ВО-3 «Лисоня») 29: Вовк Мирослав-«Єфрем», (референт СБ ОУН Дрогобицької області та Подільського краю) 30: Бабій Ярослав-«Шах», (окружний провідник ОУН Тернопільщини (1945—1947)) |                                  |  |
| Липень:   | 15: Ворона Василь Матвійович-«Ігор», «Мир» (провідник Жовтневого (Єзупільського) районного проводу ОУН) Яськів Михайло Григорович-«Вічний» (організаційний референт Галицького районного проводу ОУН) 21: Бурдин Степан Іванович-«Знайда», (сотенний сотні «Лебеді» куреня «Дзвони» ВО-4 «Говерла») 29: Якимчук Микола-«Олег», (1-й командир ВО «Турів») |                                  |  |
| Серпень:  | 3: Безпалько Осип-«Задорожний» (провідник ОУН Кіровоградської обл. (1942—1943), крайовий провідник ОУН Подільського краю; командир ВО-3 «Лисоня») Ярмола Василь-«Яр» (сотенний сотні Месники-4, згодом Вовки-1, нар. 1914 Вербиця) | ?                                |  |
| Вересень: | 14: Фединський Василь-«Шрам» (командир сотні «Булава», окружний референт СБ ОУН на Любачівщині) 14: Гуштак Михайло-«Євген» (курінний Перемиського куреня ВО-6 «Сян») 20: Ярослав Старух, (державний секретар міністерства інформації й пропаганди УДП, член проводу та провідник ОУН Закерзонського краю) | ?                                |  |
| Жовтень:  | 1: Безкоровайний Олексій «Булевар» (окружний провідник Закарпатського округу ОУН («Срібна»)) 1: Мулик Петро (командир сотень «Зелені» та «Гуцули» ТВ-22 «Чорний ліс») |                                  |  |
| Листопад: | 8: Яремчук Василь-«Мох», (Заступник коменданта боївки СБ Кутського районного проводу ОУН) 10: Герасимчук Пилип Пилипович (керівник СБ ОУН Дубровицького району) 30: Юрцуняк Михайло-«Юрко», (командир сотень «Березівської» та «Дністер» у ВО-4 «Говерла») |                                  |  |
| Грудень:  | 17: Яворський Казимир-«Бей», (командир сотні «Хорти» ТВ-23 «Магура») 22: Ступка Василь-«Тараско», (командир сотні 91 «Басейн» у ВО-5 «Маківка») |                                  |  |
| 1948      | |                                  |  |
| Січень:   | |                                  |  |
| Лютий:    | 28: Шишканинець Василь-«Бір», (ад'ютант курінного «Рена», командир сотні «Ударники-3») |                                  |  |
| Березень: | 8: Майданський Костянтин-«Юрась», (провідник Садгірського районного проводу ОУН) |                                  |  |
| Квітень:  | 2: Володимир Кунанець-«Прут» (окружний провідник ОУН Городоцької (Львівської) округи) 11: Кондрас Михайло-«Великан» (командир куреня в УПА-Південь) |                                  |  |
| Травень:  | 1: Долішняк Юрій-«Білий», (сотенний сотні УПА «Сурма», заступник референта СБ Коломийського надрайонного проводу ОУН) 2: Чижевський Василь-«Демид», Срібний Хрест Бойової Заслуги 2-го класу (інспектор КВШ УПА-Захід) 4: Качорівський Роман-«Рибак» (в.о. окружний провідник ОУН Коломийського надр. проводу ОУН) 15: Скригунець Василь-«Гамалія» (командир сотні «Черемош» ТВ-21 «Гуцульщина») 16: Микола Кавацюк-«Довбуш» (сотенний сотні 65 «Чорногора» ТВ-21 «Гуцульщина» ВО-4 «Говерла») 28: Тодорюк Михайло (референт зв’язку та керівник техзвена Буковинського окружного проводу ОУН) |                                  |  |
| Червень:  | 16: Холодян(Холодний) Матвій - "Рух" (районний провідник ОУН Залозецького району) |                                  |  |
| Липень:   | 18: Різняк Роман-«Макомацький», (референт СБ ОУН Дрогобицького районного проводу) |                                  |  |
| Серпень:  | 16: Рудак Данило-«Чорний», (командир куреня «Смертоносці» в ТВ-22 «Чорний ліс») 18: Яськів Василь-«Бобик», Бронзовий Хрест Бойової Заслуги (командир куреня УПА «Сивуля») 29: Кузь Володимир-«Руслан», (в.о. провідника Станиславівського окружного проводу ОУН) |                                  |  |
| Вересень: | 10: Горчин Михайло-«Грузин», (командир сотні УПА «Бойки» ім. Б. Хмельницького в ТВ-24 «Маківка») 21: Черешньовська Анна, (Районова УЧХ, розвідниця, машиністка ТВ-24 «Маківка») |                                  |  |
| Жовтень:  | |                                  |  |
| Листопад: | 4: Тершаковець Зиновій-«Червень» (провідник ОУН Львівського краю, в.о. командира ВО-2 «Буг») 9: Дякон Ярослав, Срібний Хрест Заслуги (в.о. голови СБ ОУН) 9: Прокопів Богдан, Бронзовий Хрест Заслуги (1947), (в.о. референта СБ ОУН Львівської області) 25: Сікора Богдан-«Карпенко» (командир сотні «Опришки» в ТВ-23 «Магура») 25: Горбай Володимир-«Галайда» (командир сотні «Опришки» в ТВ-23 «Магура») |                                  |  |
| Грудень:  | 5: Лівий Володимир-«Митар» (референт СБ проводу ОУН Карпатського краю) 10: Гайдей Тодор (керівник Заставнівського районного проводу ОУН) 28: Світлик Богдана-Марія Юліанівна (керівник Львівського жіночого міського проводу ОУН) |                                  |  |
| 1949      | |                                  |  |
| Січень:   | 15: Василь Баран-«Гефайст», (організатор сотень УПА «ім. Галайди» і «Тигри») 31: Олекса Гасин-«Лицар», (заступник військового міністра в УДП, керівник групи УПА-Захід (на початку 1944), начальник ГВШ УПА (01.1946—01.1949)) |                                  |  |
| Лютий:    | 1: Хвалібота Михайло-«Лис», Срібний Хрест Бойової Заслуги 1-го кл. (командир ТВ-12 «Климів») 8: Микола Козак-«Смок», (крайовий референт СБ ПЗУЗ, командир УПА-Північ, провідник ОУН ПЗУЗ) 8:Гробельський Роман-«Бродич», (поручник, командир сотні «Ударники-1») 25: Нагірний Василь Степанович-«Буря» (сотенний Відд. «Сурмачі», булавний ТВ-15 «Яструб» ВО-2 «Буг») | ?                                |  |
| Березень: | 6: Яцків Богдан-«Денис», Бронзовий Хрест Заслуги (референт СБ Карпатського крайового проводу ОУН) |                                  |  |
| Квітень:  | 2: Михайло Блозовський-«Священик», (капелан, керівник друкарні ім. Лопатинського в Стрию) 7: Володимир Щигельський-«Бурлака», (командир сотні «Ударники-4») 9: Панас Василь-«Сивий», (командир сотні УПА «Галайда II» в ТВ-12 «Климів») 14(17): Василь Сидор-«Шелест», Срібний Хрест Бойової Заслуги 1-го кл., (командир УПА-Захід, крайовий провідник ОУН Карпатського краю, Генеральний суддя ОУН, заступник головного командира УПА) Надія Романів, дружина Василя Сидора «Шелеста», зв'язкова ОУН 28: Григорій Мазур-«Калинович» (сотенний «Месники-1» куреня «Месники» (ТВ-27 «Бастіон», ВО-6 «Сян») |                                  |  |
| Травень:  | 15: Іван Лаврів-«Нечай», (обласний провідник ОУН Дрогобицької області) 29: Федорич Іван-«Байда» (сотенний сотні 88 «Опришки» ТВ-23 «Магура» ВО-4 «Говерла») 31: Мензак Іван-«Кобзар», (референт пропаганди Буковинського окружного проводу ОУН) |                                  |  |
| Червень:  | 2: Володимир Гошка-«Мирон» (сотенний сотні 91 «Басейн» та 92 «Булава» ТВ-24 «Маківка» ВО-4 «Говерла») |                                  |  |
| Липень:   | ?: Матвієнко Андрій Якович-«Зір», «Криниця» (Крайовий Провідник СБ ОУН Карпатського краю) 24: Пленюк Микола-«Геник», (сотенний сотні 73 «Лебеді» ТВ-22 «Чорний ліс» ВО-4 «Говерла») |                                  |  |
| Серпень:  | 4: Василь Кошельник (Референт СБ Турківського районового проводу ОУН) 14: Іван Прядко-«Бандура» (сотенний сотні 65 «Чорногора» ТВ-21 «Гуцульщина» ВО-4 «Говерла») 17: Цісик Олег Омелянович-«Гарт» ,(Провідник Здолбунівського районного проводу ОУН) 19: Трач Христофор-«Кармелюк», (командир куреня «Смертоносці» ТВ-22 «Чорний ліс») 21: Скляновський-Гордієнко Іван-«Чорногора», (командир куреня «Гайдамаки» ВО-4 «Говерла») 24: Мізерний Василь-«Рен», (командир тактичного відтинка УПА «Лемко») |                                  |  |
| Вересень: | 9: Стебельський Степан-«Хрін», (командир ТВ-24 «Маківка», керівник ліквідації заст. міністра оборони Польщі, ген. К. Свєрчевського) 16: Федюшка Петро Якимович «Брюс», (організаційний референт Карпатського крайового проводу ОУН) 21: Скляновський-Гордієнко Іван-«Чорногора» (курінний куреню «Гайдамаки» ТВ-21 «Гуцульщина») 30: Коржак Михайло-«Сапер», (командир сотні «Сірі» ТВ-22 «Чорний ліс») |                                  |  |
| Жовтень:  | |                                  |  |
| Листопад: | 4: Неверковець Андрій-«Ілько», (керівник Затурцівського надрайонного проводу ОУН) 26: Гаврилик Петро Срібний Хрест Заслуги (в.о. керівника Самбірського надрайонного проводу ОУН) |                                  |  |
| Грудень:  | 1: Паращук Василь-«Макар», (командир сотні «Дністер» ТВ-21 «Гуцульщина», референт СБ Буковинського окружного проводу ОУН) 6: Ющенко Павло-«Моряк» (стрілець кур’єрської групи Проводу ОУН в Україні до ЗП УГВР) |                                  |  |
| 1950      | |                                  |  |
| Січень:   | 3: Золотун Володимир, (керівник Сенкевичівського районового проводу ОУН) 27: Куровицький Адам, Срібний Хрест Заслуги (Сокальський окружний провідник ОУН) |                                  |  |
| Лютий:    | 2: Москалюк Михайло-«Спартан», (сотник УПА, командир сотні УПА імені Колодзінського) 25: Лесюк Михайло, Бронзовий Хрест Бойової Заслуги (керівник Заболотського кущового проводу ОУН) |                                  |  |
| Березень: | 5: Роман Шухевич-«Тур», Герой України, Генерал-хорунжий, головнокомандувач УПА) |                                  |  |
| Квітень:  | 10: Козьменко Дмитро, (керівник Чернівецького надрайонного проводу ОУН) 11: Федорів Петро-«Дальнич», (референт Служби Безпеки ОУН на Закерзонні) 25: Левицький Михайло-«Турист», (керівник Букачівського районного проводу ОУН) |                                  |  |
| Травень:  | 4: Паньків Іван-«Явір», (командир сотні в ТВ-14 «Асфальт», кур'єр ЗЧ ОУН) 8: Заставний Василь-«Шершень» (референт пропаганди Новострілищанського районного проводу ОУН) 15: Іван Гураль-«Гайворон» (командир сотні 59 «імені Колодзінського» ТВ-21 «Гуцульщина» ВО-4 «Говерла») |                                  |  |
| Червень:  | 16: Ґоляш Григорій-«Бей», (організаційний референт Подільського крайового проводу ОУН) 16: Яценко Іван-«Оса», (референт СБ Буковинського окружного проводу ОУН) 28: Николишин Володимир-«Титар», (референт СБ Тернопільського окружного проводу ОУН) |                                  |  |
| Липень:   | 6: Онишкевич Мирослав-«Орест», (полковник УПА, командир ВО-6 «Сян») 7: Дуда Михайло-«Громенко», (командир «Залізної сотні» (Ударники-2) Перемишльського куреня ТВ-26 «Лемко») 7: Сенчишак Ілько Срібний Хрест Бойової Заслуги 1-го кл. (кур'єр ЗП УГВР) 19: Людмила Фоя «Оксана» (учасниця контрозвідувальної операції проти НКВД) Левчук Макар Васильович - "Палій", "Микита" (провідник ОУН Локачинського (Затурцівського) району Волинської області) |                                  |  |
| Серпень:  | 18: Якимович Надія-«Надя», (працівниця Головного осередку пропаганди ОУН, зв'язкова) |                                  |  |
| Вересень: | 8: Іван Ремболович, Хрест Воєнних заслуг II класу з мечами (Німеччина), (підполковник Армії УНР, командир батальйону дивізії «Галичина», полк. УПА) 24: Суль Павло Срібний Хрест Бойової Заслуги 2-го кл.(Керівник Рожищенського районного проводу ОУН) 30: Чемерис Ольга Семенівна-«Дніпрова» (працівниця СБ ОУН (б)) |                                  |  |
| Жовтень:  | 20:Григорій Легкий-«Борис», Срібний Хрест Заслуги, (окружний повідник ОУН Коломийщини) 20:Василь Савчак-«Сталь», Срібний Хрест Заслуги, (окружний провідник ОУН Коломийщини та Буковини) 29: Богдан Сергій-«Биков», (керівник Любомльського надрайонного проводу ОУН) |                                  |  |
| Листопад: | 4: Коростіль Володимир-«Осика», (командир сотні «Жубри-1» ТВ-14 «Асфальт» 28: Осип Дяків-«Горновий» , (крайовий провідник ОУН Львівщини, теоретик і організатор боротьби УПА, заступник голови Генерального Секретаріату УГВР) 28: Трач Богдан-«Дунай», Бронзовий Хрест Бойової Заслуги (командир ТВ-22 «Чорний ліс») |                                  |  |
| Грудень:  | 1: Геник Костянтин-«Крук», (заступник окружного референта СБ Коломийщини) 12: Мельничин Микола Григорович-«Кірам», (заступник командира сотні в ТВ-14 «Асфальт», кур'єр ЗЧ ОУН) |                                  |  |
| 1951      | |                                  |  |
| Січень:   | 10: Гонтар Хризанф (референт пропаганди Чортківсько-Бережанського окружного проводу ОУН) 12: Поздик Йосип, (заступник референта пропаганди Подільського крайового проводу ОУН) 19: Литвинчук Іван-«Дубовий», (командир ВО «Заграва», командир УПА-Північ, заступник провідника ОУН на ПЗУЗ) Мельник Павло Лазарович – «Данило» (провідник ОУН Володимирецького району Рівненської області) Юзько Василь Федорович-«Калина» (підрайонний провідник ОУН Володимирецького району Рівненської області) |                                  |  |
| Лютий:    | 2: Демчук Ілля, Бронзовий Хрест Бойової Заслуги (керівник кущового проводу ОУН) 3: Литвинець Микола Золотий Хрест Бойової Заслуги 1-го кл. (кур'єр ЗП УГВР) 14:Когуч Павло, (командир сотень «Заведії» та «Месники» ТВ-22 «Чорний ліс») Лисий Яків Йович – «Ярослав», «Павло» (провідник ОУН Ковельського району Волинської області) |                                  |  |
| Березень: | 20: Ярицький Степан-«Крамаренко» (командир сотні «Звірі» куреня «Смертоносці») 25: Андрійчук Василь-«Боровик», (заступника керівника Кременецького надрайонного проводу ОУН) |                                  |  |
| Квітень:  | 11: Шульган Мар’ян-«Білоус» (командир ТВ-15 «Яструб») 11: Степан Костащук-«Кривоніс» (Провідник Снятинського районового проводу ОУНР) 28: Кізима Іван Бронзовий Хрести Заслуги (керівник Бережанського районного проводу ОУН) |                                  |  |
| Травень:  | |                                  |  |
| Червень:  | 2: Гунда Петро (охоронець командира ВО-4 «Говерла» Миколи Твердохліба — «Грома») 4: Шевчук Михайло-«Юрко», , (керівник Городоцького районового проводу ОУН) 7: Почигайло Ярослав-«Крук», (командир сотні «Лісовики» ТВ-17 «Бережани») 7: Смарж Іван, (Керівник кур'єрської групи Проводу ЗЧ ОУН) |                                  |  |
| Липень:   | 1: Фрасуляк Степан-«Хмель», 2 Бронзові Хрести Заслуги (начальник військового штабу ВО-4 «Говерла») 1: Хащівський Василь-«Марко» Срібний Хрест Бойової Заслуги 1-го кл. (кур'єр ЗП УГВР) 1: Вацеба Григорій (заступник провідника Калуського окружного проводу ОУН) 30: Маслюк Йосип Андрійович (керівник Підкамінського районного проводу ОУН) |                                  |  |
| Серпень:  | 8: Небесійчук Василь-«Заведія» (референт СБ Жаб'євського районного проводу ОУН) |                                  |  |
| Вересень: | Осінь:Кулик-«Сірий» Іван Золотий Хрест Бойової Заслуги 1-го кл. (окружний провідник ОУН Коломийщини) 6:Іванус Михайло-«Цяпка» (в.о. окружного референта СБ ОУН Городоччини) 6: Кіт Йосип Золотий Хрест Бойової Заслуги 1-го кл. (кур'єр ЗП УГВР) |                                  |  |
| Жовтень:  | 1: Михайло Мочурад-«Савур»(надрайонний референт пропаганди ОУН Городоччини) 7: Когут Федір, (заступник референта пропаганди Карпатського крайового проводу ОУН, член УГВР) 10: Николин Василь, (керівник Віньковецького надрайонного проводу ОУН) 31: Данилюк Назарій-«Перебийніс», Срібний Хрест Заслуги (командир Буковинського куреня УПА, окружний провідник ОУН Коломийщини і Буковини) Гоянюк Михайло-«Залізняк» (сотенний відд. 63 «Березівська» ТВ-21 «Гуцульщина») |                                  |  |
| Листопад: | 29: Степан Янішевський-«Юрій» (в.о. командира ВО «Заграва») Кухарук Олександр Панасович - «Чорний» (провідник ОУН Оваднівського району Волинської області) Сінчук Лукаш Демидович–«Юрко» (провідник ОУН Любомльського району Волинської області) Васейко Іван Тимофійович – «Хижак» (провідник ОУН Любомльського району Волинської області) |                                  |  |
| Грудень:  | Сказінський Ілярій (окружний провідник Чортківської округи ОУН) 4: Іванило Михайло, Срібний хрест заслуги (окружний провідник ОУН Рогатинщини) 8: Тимошик Клим-«Роман», (провідник ОУН Камінь-Каширського району Волинської області) 8: Михалевич Андрій-«Кос», Срібний Хрест Заслуги(керівник Старовижівський надрайонного проводу ОУН) 11: Троцюк Григорій-«Верховинець» (командир «6-та бригада „Помста Крут“» Західна ВО «Завихост») 13: Косарчин Ярослав-«Байрак» Срібний Хрест Бойової Заслуги 2-го кл. (сотник УПА, командир ТВ-23 «Магура», крайовий провідник ОУН «Карпати».) 13: Фрайт Володимир-«Жар» (Калуський та Дрогобицький окружний провідник ОУН) 21: Кравчук Роман-«Петро», Золотий Хрест Заслуги, (заступник голови Проводу ОУНР, крайовий провідник ОУН ЗУЗ, Голова Президіяльної Колегії УГВР.) 23: Федун-Полтава Петро, (керівник Головного осередку пропаганди Проводу ОУН, заст. Голови Ген. Секретаріату УГВР, нач. політвиховного відділу ГВШ УПА) 29: Малімон Іван-«Артем» (керівник Олицького районного проводу ОУН, художник-графік) |                                  |  |
| 1952      | |                                  |  |
| Січень:   | 3: Найдич Дмитро (керівник Станиславівського надрайонного проводу ОУН) 19: Ковжук Яків Іванович-«Карпо», (керівник Острозького районного проводу ОУН) 25: Бойко Петро («Ох»), (керівник охорони орг. референта Подільського крайового проводу) |                                  |  |
| Лютий:    | 23: Дяченко Михайло Васильович-«Марко Боєслав», , (член УГВР, пропагандист ОУН та УПА, поет і публіцист. Редактор підпільного журналу «Чорний ліс»). |                                  |  |
| Березень: | 4: Хасевич Ніл Антонович-«Зот», , (член УГВР. Автор ескізів Хреста Заслуги, Хреста Бойової Заслуги та медалі «За боротьбу в особливо важких умовах».) 14: Гук Мирослав (окружний референт пропаганди Чортківської округи) |                                  |  |
| Квітень:  | 9: Ілюк Дмитро Бронзовий Хрест Бойової Заслуги (охоронець Косівського районного проводу ОУН) |                                  |  |
| Травень:  | 5: Степанюк Олександр-«Мефодій», (Білоруський та Житомирський окружний провідник ОУН) 8: Бучко Дмитро, (районовий провідник ОУН Болехівщини) 10: Хімчак Василь (організаційний референт Жаб’євського районного проводу ОУН) 16: Сітка Олексій-«Підкова» (керівник Бродівського надрайонного проводу ОУН) 23: Комар Іван (керівник Тернопільського окружного проводу ОУН) 23: Бей Василь-«Улас», Срібний Хрест Заслуги, (крайовий провідник ОУН ОСУЗ (1947—1951)) 23: Михайлишин Павло (член референтури СБ ОУН Тернопільського надрайону/округи ОУН) |                                  |  |
| Червень:  | 30: Сенюк Степан (керівник Радехівського районного проводу ОУН) |                                  |  |
| Липень:   | 19: Дійчук Іван Бронзовий Хрест Бойової Заслуги (керівник Рахівського надрайонного проводу ОУН) |                                  |  |
| Серпень:  | 22: Гаргат Іван-«Липкевич» (референт СБ Лисецького районного проводу ОУН) |                                  |  |
| Вересень: | 24: Харук Микола-«Вихор», (сотенний сотні 62 «імені Богуна» ТВ-21 «Гуцульщина» ВО-4 «Говерла») |                                  |  |
| Жовтень:  | 22: Демчук Йосип (надрайоновий провідник Вінницької округи ОУН) |                                  |  |
| Листопад: | |                                  |  |
| Грудень:  | 2: Ярчук Михайло-«Клим» (Чортківський Надрайонний провідник ОУН) 3: Заєць Михайло-«Зенко», (особистий охоронець Романа Шухевича) 16: Кріса Михайло, Бронзовий Хрест Заслуги (керівник групи УПА на Київщині) 27: Жовтянський Олексій-«Сірко», (з 1947 року провідник ОУН Олицького району Волинської області) |                                  |  |
| 1953      | |                                  |  |
| Січень:   | 16: Колісник Петро, (надрайоновий провідник у Київській та Вінницькій областях) |                                  |  |
| Лютий:    | 14: Стурко Юліан (командир сотні «Журавлі» у ТВ-23 «Магура» ВО-4 «Говерла») 27: Цура Дмитро (керівник Бібрецького надрайонного проводу ОУН) |                                  |  |
| Березень: | 10: Кононович Федір Срібний Хрест Заслуги, (керівник Бібрецького районного проводу ОУН) 18: Чепіль Левко (учасник кур’єрської групи за кордон до ЗП УГВР) |                                  |  |
| Квітень:  | 7: Корж Микола-«Сокіл», Бронзовий Хрест Заслуги (командир сотні УПА «Змії») 8: Білінчук Дмитро-«Хмара», (референт СБ Косівського надрайонного проводу ОУНР) 8: Матвіїв Юліан-«Недобитий», (окружний провідник ОУН Буковини) 8: Балагурак Дмитро Васильович-«Скоба», (референт СБ Косівського надр. проводу ОУН) 8: Кричун Микола, (керівник Вижницького («Гірського») надрайонного проводу ОУН) 8: Паєвська Олександра (референт пропаганди Коломийського Окружного проводу ОУН) 8: Палинюк Василь (керівник Косівського районного проводу ОУН) 27: Мельник Петро-«Хмара», (командир ТВ-21 «Гуцульщина», надрайонний провідник ОУН Надвірнянщини) 27: Петер Костянтин Кирилович-«Сокіл», (сотник армії УНР, майор УПА, командир ТВ-23 «Магура», керівник розвідки ВО-4 «Говерла») |                                  |  |
| Травень:  | 14: Савира Олександр-«Ярош» - (керівник Луцького окружного проводу ОУН) |                                  |  |
| Червень:  | |                                  |  |
| Липень:   | |                                  |  |
| Серпень:  | |                                  |  |
| Вересень: | 1: Салата Микола, Бронзовий Хрест Бойової Заслуги (керівник зв'язку командира УПА Василя Кука) |                                  |  |
| Жовтень:  | 30: Грушевець Григорій Денисович-"Галайда", (керівник Ковельського надрайонного проводу ОУН) |                                  |  |
| Листопад: | |                                  |  |
| Грудень:  | |                                  |  |
| 1954      | |                                  |  |
| Січень:   | 17: Сементух Василь-«Ярий», (окружний провідник ОУН Ковельщини у 1948—1954 роках) |                                  |  |
| Лютий:    | |                                  |  |
| Березень: | |                                  |  |
| Квітень:  | |                                  |  |
| Травень:  | 11: Хадай Дмитро, Бронзовий Хреста Бойової Заслуги (керівник Золочівського районного проводу ОУН) 17: Твердохліб Микола-«Грім», (референт СБ Карпатського краю, командир ВО-4 «Говерля») 19: Охримович Василь-«Філософ», , (крайовий провідник ОУН на Західно-Українських Землях (ЗУЗ), член УГВР, ЗП УГВР, ЗЧ ОУН. Майор-політвиховник УПА) |                                  |  |
| Червень:  | |                                  |  |
| Липень:   | |                                  |  |
| Серпень:  | |                                  |  |
| Вересень: | |                                  |  |
| Жовтень:  | 20: Дубина Василь-«Вогник», Бронзовий Хреста Бойової Заслуги |                                  |  |
| Листопад: | |                                  |  |
| Грудень:  | |                                  |  |
| 1955      | |                                  |  |
| Січень:   | |                                  |  |
| Лютий:    | |                                  |  |
| Березень: | |                                  |  |
| Квітень:  | |                                  |  |
| Травень:  | 18: Дужий Микола-«Вировий», (секретар, в.о. Голови Президії УГВР). |                                  |  |
| Червень:  | |                                  |  |
| Липень:   | 8: Кудра Володимир (заступник окружного провідника ОУН Житомирщини) 8: Усач Олександр-«Лис» Бронзовий Хрест Заслуги (охоронець Володимира Кудрі) |                                  |  |
| Серпень:  | 4: Вовчук Іван Григорович-«Граб», (командир сотень УПА «Леви II» і «Леви III») 19: Маєвський Анатолій Васильович-«Уліян», (окружний провідник ОУН Рівненщини) |                                  |  |
| Вересень: | |                                  |  |
| Жовтень:  | 2: Лінник Степан Андріанович-«Рижий», (керівник Колківського районного проводу ОУН) |                                  |  |
| Листопад: | Демський Олексій-«Шувар», Бронзовий Хрест Заслуги (керівник Рогатинського районного проводу ОУН) |                                  |  |
| Грудень:  | |                                  |  |
| 1956      | |                                  |  |
| Січень:   | |                                  |  |
| Лютий:    | |                                  |  |
| Березень: | |                                  |  |
| Квітень:  | Григорій (Гас) Скиба. Провідник ОУН(б) на Конотопщині |                                  |  |
| Травень:  | |                                  |  |
| Червень:  | |                                  |  |
| Липень:   | |                                  |  |
| Серпень:  | |                                  |  |
| Вересень: | 13:Гринішак Лука-«Довбуш», , (сотник УПА, командир куреня «Бескид» ВО-4 «Говерла», Надвірнянський надрайонний провідник ОУН (1949—1950)) |                                  |  |
| Жовтень:  | |                                  |  |
| Листопад: | |                                  |  |
| Грудень:  | |                                  |  |
| 1957      | |                                  |  |
| Січень:   | |                                  |  |
| Лютий:    | |                                  |  |
| Березень: | |                                  |  |
| Квітень:  | |                                  |  |
| Травень:  | |                                  |  |
| Червень:  | |                                  |  |
| Липень:   | |                                  |  |
| Серпень:  | |                                  |  |
| Вересень: | |                                  |  |
| Жовтень:  | 12: Ребет Лев-«Кіл» (8-й крайовий провідник ОУН, Другий заступник голови та керівника Ресорту Соціальних Реформ УДП, 1-й Голова ОУНз) |                                  |  |
| Листопад: | |                                  |  |
| Грудень:  | |                                  |  |
| 1958      | |                                  |  |
| Січень:   | |                                  |  |
| Лютий:    | |                                  |  |
| Березень: | |                                  |  |
| Квітень:  | |                                  |  |
| Травень:  | |                                  |  |
| Червень:  | |                                  |  |
| Липень:   | |                                  |  |
| Серпень:  | |                                  |  |
| Вересень: | |                                  |  |
| Жовтень:  | |                                  |  |
| Листопад: | |                                  |  |
| Грудень:  | |                                  |  |
| 1959      | |                                  |  |
| Січень:   | |                                  |  |
| Лютий:    | |                                  |  |
| Березень: | |                                  |  |
| Квітень:  | |                                  |  |
| Травень:  | |                                  |  |
| Червень:  | |                                  |  |
| Липень:   | |                                  |  |
| Серпень:  | |                                  |  |
| Вересень: | Воробець Федір-«Верещака», (окружний провідник ОУН Житомирщини, командир ВО «Тютюнник», заступник крайового провідника ОУН Східного краю «Одеса» ПЗУЗ та командир Східної ВО/(З'єднаних груп «44»)) |                                  |  |
| Жовтень:  | 15: Степан Бандера, (2010, посмертно) Герой України з удостоєнням ордена Держави, політичний діяч, ідеолог і теоретик українського націоналістичного руху XX століття, голова Проводу ОУН-Б |                                  |  |
| Листопад: | |                                  |  |
| Грудень:  | |                                  |  |
| 1960      | |                                  |  |
| Січень:   | |                                  |  |
| Лютий:    | |                                  |  |
| Березень: | |                                  |  |
| Квітень:  | 14: Пасічний Петро, (член Подільського окружного проводу ОУН, останній керівник боївки ОУН) 14: Цетнарський Олег, (член останньої боївки ОУН) |                                  |  |
| Травень:  | 16: Осьмак Кирило Іванович-«Марко Горянський» (діяч Української Центральної Ради, діяч ОУН, Президент Української Головної Визвольної Ради) |                                  |  |
| Червень:  | |                                  |  |
| Липень:   | |                                  |  |
| Серпень:  | |                                  |  |
| Вересень: | |                                  |  |
| Жовтень:  | |                                  |  |
| Листопад: | |                                  |  |
| Грудень:  | |                                  |  |
| 1967      | |                                  |  |
| Січень:   | |                                  |  |
| Лютий:    | 6: Олійник Антон-«Індус», (керівник юнацтва ОУН Людвипільського району, тричі втікав з радянських таборів) |                                  |  |
| Березень: | |                                  |  |
| Квітень:  | |                                  |  |
| Травень:  | |                                  |  |
| Червень:  | |                                  |  |
| Липень:   | |                                  |  |
| Серпень:  | |                                  |  |
| Вересень: | Михайлецький Юрій, (вояк сотні «Гуцули» в ТВ-22 «Чорний ліс», останній полеглий в бою воїн УПА) |                                  |  |
| Жовтень:  | |                                  |  |
| Листопад: | |                                  |  |
| Грудень:  | |                                  |  |
| 1971      | |                                  |  |
| Січень:   | |                                  |  |
| Лютий:    | |                                  |  |
| Березень: | |                                  |  |
| Квітень:  | |                                  |  |
| Травень:  | |                                  |  |
| Червень:  | 16: Сорока Михайло Михайлович (провідник Крайової екзекутиви ОУН на західноукраїнських землях (ЗУЗ)(1934—1936), член Крайового Проводу ОУН (1940). Організатор руху спротиву в'язнів «ОУН-Північ») |                                  |  |
| Липень:   | |                                  |  |
| Серпень:  | |                                  |  |
| Вересень: | |                                  |  |
| Жовтень:  | |                                  |  |
| Листопад: | |                                  |  |
| Грудень:  | |                                  |  |
| 1989      | |                                  |  |
| Січень:   | |                                  |  |
| Лютий:    | |                                  |  |
| Березень: | |                                  |  |
| Квітень:  | |                                  |  |
| Травень:  | |                                  |  |
| Червень:  | |                                  |  |
| Липень:   | 12: Гончарук Іван Савич, (вояк УПА, останній розстріляний учасник антирадянського підпілля) |                                  |  |
| Серпень:  | |                                  |  |
| Вересень: | |                                  |  |
| Жовтень:  | |                                  |  |
| Листопад: | |                                  |  |
| Грудень:  | |                                  |  |